# Hear in the Now Frontier
Hear in the Now Frontier è il sesto album in studio del gruppo musicale statunitense Queensrÿche, pubblicato il 25 marzo 1997 dalla EMI.

## Tracce
1. Sign of the Times (DeGarmo) – 3:33
2. Cuckoo's Nest (DeGarmo) – 3:59
3. Get a Life (DeGarmo/Tate) – 3:39
4. The Voice Inside (DeGarmo/Tate) – 3:48
5. Some People Fly (DeGarmo) – 5:17
6. Saved (DeGarmo/Tate) – 4:09
7. You (DeGarmo/Tate) – 3:54
8. Hero (DeGarmo) – 5:25
9. Miles Away (DeGarmo) – 4:32
10. Reach (Tate/Wilton) – 3:30
11. All I Want (DeGarmo) – 4:06
12. Hit the Black (DeGarmo/Jackson) – 3:36
13. Anytime / Anywhere (DeGarmo/Jackson/Tate) – 2:54
14. sp00L (DeGarmo/Tate) – 4:53

Tracce bonus nella riedizione del 2003
1. Chasing Blue Sky – 3:41
2. Silent Lucidity (Live - MTV Unplugged, Los Angeles, CA on 27 April 1992) – 5:24
3. The Killing Words (Live - MTV Unplugged, Los Angeles, CA on 27 April 1992) – 3:52
4. I Will Remember (Live - MTV Unplugged, Los Angeles, CA on 27 April 1992) – 4:01

## Formazione
- Geoff Tate – voce
- Chris DeGarmo – chitarra, seconde voci
- Eddie Jackson – basso, seconde voci
- Michael Wilton – chitarra, seconde voci
- Scott Rockenfield – batteria, percussioni, tastiere

## Classifiche
| Classifica (1997) | Posizione massima |
| ----------------- | ----------------- |
| Belgio (Fiandre)  | 25                |
| Canada            | 41                |
| Finlandia         | 18                |
| Germania          | 19                |
| Italia            | 23                |
| Norvegia          | 36                |
| Paesi Bassi       | 25                |
| Regno Unito       | 46                |
| Stati Uniti       | 19                |
| Svezia            | 13                |